# Илия Векуа
Илия Векуа (на грузински: ილია ვეკუა) е грузински математик.

## Биография
Роден е на 6 май (23 април стар стил) 1907 година в Шешелети, Руска империя, в мегрелско селско семейство. През 1930 година завършва Тбилиския държавен университет, където започва да работи. След това работи в Московския физико-технически институт (1951 – 1957) и Математическия институт „Владимир Стеклов“ (1954 – 1959). През 1959 става първият ректор на новосъздадения Новосибирски университет.
През 1965 година се връща в Грузия, където е ректор на Тбилиския университет (1965 – 1972) и председател на Грузинската академия на науките (1972 – 1977). Работи главно в областта на математическия анализ и математическата теория на еластичността. През 1966 – 1977 година е депутат в парламента на Съветския съюз и член на Централния комитет на Грузинската комунистическа партия.
Умира на 2 декември 1977 година в Тбилиси на 70-годишна възраст.